# Бур, Эрнест
Эрне́ст Бур (фр. Ernest Bour; 20 апреля 1913, Тьонвиль — 20 июня 2001, Страсбург) — французский дирижёр, специализировавшийся на музыке XX века.

## Биография
Родился в семье органиста, дирижёра-любителя. Изучал параллельно антиковедение в Страсбургском университете, а также фортепиано, орган и теорию музыки в Страсбургской консерватории. Там же занялся изучением искусства дирижирования под началом Фрица Мюнха. В 1933—1934 годах совершенствовал мастерство у Германа Шерхена. Дебютировал как хормейстер на Женевском и Страсбургском радио. После года преподавания фортепиано в консерватории был назначен на пост дирижёра Мюлузского оркестра в 1941 году, а в 1945 году возглавил Страсбургскую консерваторию. Регулярно участвовал в качестве приглашённого дирижёра в концертах на Парижском радио, а также на фестивалях в Страсбурге и Экс-ан-Прованс; с гастролями посетил большую часть стран Западной Европы. В 1950 году вернулся в Страсбург, где возглавил местный Филармонический оркестр, а 1955 году — Страсбургскую оперу, вместе с Фрицем Адамом. С 1964 по 1979 год был главным дирижёром Симфонического оркестра Юго-западного радио в Баден-Бадене, а в 1976—1987 гг. — постоянным приглашённым дирижёром Камерного оркестра Нидерландского радио.
На протяжении всей своей деятельности проявлял активный интерес к современной музыке. Уже в 1934 году совместно с композитором Фрицем Адамом им был организован цикл камерных концертов современной музыки в Страсбурге. В дальнейшем под его управлением прошли французские премьеры ряда ключевых сочинений XX века, включая оперы «Замок герцога Синяя борода» Бартока, «Похождения повесы» Стравинского, симфонию «Художник Матис» Хиндемита, а также множество европейских (например, «Симфония» Берио) и мировых премьер, в том числе сочинения Лигети, Гурецкого (Симфония № 3), Буссотти, Фернихоу, Раймана, Рима, Ксенакиса, Штокхаузена.
Своим успехом в качестве дирижёра современной музыки Бур был обязан присущими ему педантичной точностью и способностью прозрачно видеть структурную организацию работ, что позволяло с честью справляться со сложнейшими партитурами средствами достаточно аскетичной жестикуляции.
В числе наиболее значительных записей, оставленных Буром, ставшие эталонными «Дитя и волшебство» Равеля, хоровые и оркестровые работы Лигети («Атмосферы» Лигети, самая известная запись Бура, звучат на звуковой дорожке к фильму Кубрика «Космическая одиссея 2001 года»), опера «Улисс» Даллапикколы.